# Associazione Calcio Reggiana 1993-1994
Questa voce raccoglie le informazioni riguardanti l'Associazione Calcio Reggiana nelle competizioni ufficiali della stagione 1993-1994.

## Stagione
Reduce dalla storica promozione, la Reggiana (Franco Dal Cin coi fratelli Fantinel acquista la maggioranza delle azioni dal gruppo Sacchetti, coop più privati) si presenta in Serie A con una rosa di livello notevole per essere una matricola: nell'organico figurano giocatori come il portiere Cláudio Taffarel (campione del mondo con il Brasile nell'estate successiva), Luigi De Agostini (ex Juventus), Massimiliano Esposito, Michele Padovano e da novembre, il fuoriclasse portoghese Paulo Futre (questo ultimo tuttavia messo fuori gioco da un infortunio per praticamente tutta la stagione). Il club esordisce nella massima serie a girone unico il 29 agosto 1993, perdendo 1-2 a Milano contro l'Inter: Padovano realizza la prima rete della squadra in A. La domenica successiva, nell'esordio casalingo in un MIrabello restaurato e capace di ospitare fino a 15.500 spettatori (la Reggiana dispone di 10.252 abbonati) arriva il pari (0-0) con la Lazio. La prima vittoria giunge solo alla dodicesima giornata, il 21 novembre, nell'incontro con la Cremonese, vinto 2-0 al Mirabello. Sempre tra le mura amiche, il 9 gennaio 1994 gli emiliani centrano un importante successo ai danni dell'Inter (1-0).

Il neoacquisto Michele Padovano, miglior marcatore stagionale della squadra: le sue 10 reti in 29 gare di campionato contribuirono alla storica salvezza della Regia.

La Reggiana termina il campionato in quattordicesima posizione, a pari merito proprio coi succitati nerazzurri, ma con un punto di vantaggio sulla più diretta rivale alla salvezza, il Piacenza che, quart'ultimo, finisce così tra i cadetti: l'ultima giornata fu oggetto di polemiche da parte dei tifosi piacentini, in quanto i biancorossi, furono costretti ad anticipare la gara con il Parma per l'impegno ducale nella finale di Coppa delle Coppe, mentre la Reggiana, col vantaggio di conoscere già il risultato dei piacentini (0-0), il 1º maggio guadagnò la salvezza grazie a un gol di Esposito che permise alla Regia di vincere 1-0 a San Siro, contro un Milan da settimane già matematicamente campione d'Italia e che peraltro, in vista della finale di Champions League, risparmiò i suoi titolari schierando una formazione piena di esordienti e riserve. Il raggiungimento della salvezza valse al tecnico granata Giuseppe Marchioro un rinnovo contrattuale.

## Divise e sponsor
Lo sponsor tecnico per la stagione 1993-1994 fu Asics, mentre lo sponsor ufficiale fu Burro Giglio.
| Casa | Trasferta |

## Organigramma societario
Area direttiva
- Presidente: Gianfranco Morini
- Amministratore delegato: Franco Dal Cin
- Segreteria: Daniela Gozzi, Monica Torreggiani
- Addetto stampa: Roberto Fontanili

Area tecnica
- Direttore sportivo: Renzo Corni
- Consulente tecnico: Luigi Piedimonte
- Allenatore: Giuseppe Marchioro
- Vice-Allenatore: Villiam Vecchi
- Collaboratore tecnico: Werther Borelli

Area Organizzativa
- Magazziniere: Carlo Crotti

Area Sanitaria
- Medico sociale: Enrico Ligabue
- Massaggiatori: Guido Ribolzi, Gennadiy Belenkiy
- Preparatore atletico: Paolo Gilioli

## Rosa
| N. |                    | Ruolo | Calciatore                 |
| -- | ------------------ | ----- | -------------------------- |
|    | Brasile (bandiera) | P     | Cláudio Taffarel           |
|    | Italia (bandiera)  | P     | Andrea Sardini             |
|    | Italia (bandiera)  | P     | Alessio Costagli           |
|    | Italia (bandiera)  | P     | Alessandro Cesaretti       |
|    | Italia (bandiera)  | D     | Michele Zanutta (capitano) |
|    | Italia (bandiera)  | D     | Luigi De Agostini          |
|    | Italia (bandiera)  | D     | Stefano Torrisi            |
|    | Italia (bandiera)  | D     | Gianfranco Parlato         |
|    | Italia (bandiera)  | D     | Luigi Sartor               |
|    | Italia (bandiera)  | D     | Eugenio Sgarbossa          |
|    | Italia (bandiera)  | D     | Stefano Daniel             |
|    | Italia (bandiera)  | D     | Gianluca Franchini         |
|    | Italia (bandiera)  | D     | Marco Angelo Monti         |
|    | Italia (bandiera)  | D     | Paolo Mozzini              |
|    | Italia (bandiera)  | D     | Alessandro Ubaldi          |

| N. |                       | Ruolo | Calciatore            |
| -- | --------------------- | ----- | --------------------- |
|    | Italia (bandiera)     | C     | Giuseppe Scienza      |
|    | Italia (bandiera)     | C     | Massimiliano Esposito |
|    | Italia (bandiera)     | C     | Giuseppe Accardi      |
|    | Italia (bandiera)     | C     | Tarcisio Catanese     |
|    | Italia (bandiera)     | C     | Dario Morello         |
|    | Italia (bandiera)     | C     | Christian Lantignotti |
|    | Italia (bandiera)     | C     | Mauro Picasso         |
|    | Italia (bandiera)     | C     | Gianluca Cherubini    |
|    | Romania (bandiera)    | C     | Dorin Mateuț          |
|    | Portogallo (bandiera) | C     | Paulo Futre           |
|    | Italia (bandiera)     | C     | Paolo Sacchetti       |
|    | Italia (bandiera)     | A     | Michele Padovano      |
|    | Svezia (bandiera)     | A     | Johnny Ekström        |
|    | Italia (bandiera)     | A     | Michele Pietranera    |
|    | Italia (bandiera)     | A     | Marco Pacione         |

## Risultati

### Serie A

#### Girone di andata
| Arbitro: | Braschi (Prato) |

|                        |           |              |
| Jonk 14’ Schillaci 55’ | Marcatori | 35’ Padovano |

| Reggio Emilia 5 settembre 1993 2ª giornata | Reggiana            | 0 – 0 | Lazio | Stadio Mirabello\| Arbitro: \| Ceccarini (Livorno) \| |
| Arbitro:                                   | Ceccarini (Livorno) |       |       |                                                       |

| Arbitro: | Rosica (Roma) |

|                     |           |              |
| Ganz 9’ Scapolo 53’ | Marcatori | 86’ Padovano |

| Arbitro: | Boggi (Salerno) |

|                |           |                |
| D. Morello 46’ | Marcatori | 27’ Carannante |

| Arbitro: | Quartuccio (Torre Annunziata) |

|                                                      |           |  |
| Ravanelli 56’ Möller 58’ R. Baggio 77’ Del Piero 81’ | Marcatori |  |

| Reggio Emilia 26 settembre 1993 6ª giornata | Reggiana        | 0 – 0 | Foggia | Stadio Mirabello\| Arbitro: \| Bettin (Padova) \| |
| Arbitro:                                    | Bettin (Padova) |       |        |                                                   |

| Genova 3 ottobre 1993 7ª giornata | Genoa                                  | 0 – 0 | Reggiana | Stadio Luigi Ferraris\| Arbitro: \| Pellegrino (Barcellona Pozzo di Gotto) \| |
| Arbitro:                          | Pellegrino (Barcellona Pozzo di Gotto) |       |          |                                                                               |

| Arbitro: | Fucci (Salerno) |

|             |           |            |
| Ekström 13’ | Marcatori | 42’ Branca |

| Arbitro: | Cinciripini (Ascoli Piceno) |

|              |           |  |
| A. Melli 14’ | Marcatori |  |

| Reggio Emilia 31 ottobre 1993 10ª giornata | Reggiana              | 0 – 0 | Roma | Stadio Mirabello\| Arbitro: \| Racalbuto (Gallarate) \| |
| Arbitro:                                   | Racalbuto (Gallarate) |       |      |                                                         |

| Arbitro: | Beschin (Legnago) |

|                  |           |  |
| Silenzi 32’, 45’ | Marcatori |  |

| Arbitro: | Baldas (Trieste) |

|                      |           |  |
| Futre 61’ Mateut 89’ | Marcatori |  |

| Arbitro: | Bettin (Padova) |

|                                            |           |  |
| Fonseca 3’, 20’, 83’ Di Canio 85’ Buso 90’ | Marcatori |  |

| Arbitro: | Rodomonti (Teramo) |

|                                     |           |                     |
| Mateut 20’ Padovano 24’ (rig.), 68’ | Marcatori | 76’ (rig.) Matteoli |

| Arbitro: | Bolognino (Milano) |

|              |           |  |
| Padovano 71’ | Marcatori |  |

| Arbitro: | Bazzoli (Merano) |

|              |           |  |
| Lombardo 55’ | Marcatori |  |

| Arbitro: | Rosica (Roma) |

|  |           |              |
|  | Marcatori | 28’ Desailly |

#### Girone di ritorno
| Arbitro: | Luci (Firenze) |

|             |           |  |
| Scienza 66’ | Marcatori |  |

| Arbitro: | Brignoccoli (Ancona) |

|                                  |           |  |
| Di Matteo 45’ Cravero 50’ (rig.) | Marcatori |  |

| Arbitro: | Cesari (Genova) |

|                                                       |           |  |
| L. De Agostini 7’ De Paola 45’ (aut.) Lantignotti 58’ | Marcatori |  |

| Arbitro: | Pairetto (Nichelino) |

|                                                     |           |                                 |
| Iacobelli 47’ L. De Agostini 62’ (aut.) Moretti 90’ | Marcatori | 8’ (aut.) Papais 73’ D. Morello |

| Reggio Emilia 6 febbraio 1994 22ª giornata | Reggiana            | 0 – 0 | Juventus | Stadio Mirabello\| Arbitro: \| Collina (Viareggio) \| |
| Arbitro:                                   | Collina (Viareggio) |       |          |                                                       |

| Arbitro: | Arena (Ercolano) |

|                        |           |  |
| M. Esposito 40’ (aut.) | Marcatori |  |

| Arbitro: | Trentalange (Torino) |

|             |           |              |
| Scienza 54’ | Marcatori | 57’ Skuhravý |

| Arbitro: | Cardona (Milano) |

|                                    |           |              |
| Branca 71’ (rig.) Pizzi 88’ (rig.) | Marcatori | 80’ Padovano |

| Arbitro: | Pairetto (Nichelino) |

|                                     |           |  |
| M. Esposito 49’ Padovano 68’ (rig.) | Marcatori |  |

| Roma 13 marzo 1994 27ª giornata | Roma               | 0 – 0 | Reggiana | Stadio Olimpico\| Arbitro: \| Rodomonti (Teramo) \| |
| Arbitro:                        | Rodomonti (Teramo) |       |          |                                                     |

| Arbitro: | Beschin (Legnago) |

|                |           |  |
| M. Esposito 2’ | Marcatori |  |

| Arbitro: | Baldas (Trieste) |

|                  |           |              |
| Giandebiaggi 70’ | Marcatori | 25’ Padovano |

| Arbitro: | Stafoggia (Pesaro) |

|                     |           |  |
| Padovano 69’ (rig.) | Marcatori |  |

| Arbitro: | Nicchi (Arezzo) |

|                          |           |  |
| Dely Valdés 5’, 14’, 43’ | Marcatori |  |

| Arbitro: | Beschin (Legnago) |

|                            |           |                                                       |
| Ceramicola 8’ Baldieri 66’ | Marcatori | 32’ Sgarbossa 33’ M. Esposito 45’ Padovano 85’ Mateut |

| Arbitro: | Boggi (Salerno) |

|                 |           |                |
| M. Esposito 72’ | Marcatori | 66’ N. Amoruso |

| Arbitro: | Cesari (Genova) |

|  |           |                 |
|  | Marcatori | 71’ M. Esposito |

### Coppa Italia

#### Secondo turno
| Arbitro: | Bazzoli (Merano) |

|                                       |           |  |
| Batistuta 12’, 67’ Zanutta 17’ (aut.) | Marcatori |  |

| Reggio Emilia 27 ottobre 1993 2º turno - Ritorno | Reggiana            | 0 – 0 | Fiorentina | Stadio Mirabello\| Arbitro: \| Franceschini (Bari) \| |
| Arbitro:                                         | Franceschini (Bari) |       |            |                                                       |

## Statistiche

### Statistiche di squadra
| Competizione | Punti | In casa | In casa | In casa | In casa | In casa | In casa | In trasferta | In trasferta | In trasferta | In trasferta | In trasferta | In trasferta | Totale | Totale | Totale | Totale | Totale | Totale | DR  |
| Competizione | Punti | G       | V       | N       | P       | Gf      | Gs      | G            | V            | N            | P            | Gf           | Gs           | G      | V      | N      | P      | Gf     | Gs     | DR  |
| ------------ | ----- | ------- | ------- | ------- | ------- | ------- | ------- | ------------ | ------------ | ------------ | ------------ | ------------ | ------------ | ------ | ------ | ------ | ------ | ------ | ------ | --- |
| Serie A      | 31    | 17      | 8       | 8       | 1       | 18      | 6       | 17           | 2            | 3            | 12           | 11           | 31           | 34     | 10     | 11     | 13     | 29     | 37     | -8  |
| Coppa Italia |       | 1       | 0       | 1       | 0       | 0       | 0       | 1            | 0            | 0            | 1            | 0            | 3            | 2      | 0      | 1      | 1      | 0      | 3      | -3  |
| Totale       | -     | 18      | 8       | 9       | 1       | 18      | 6       | 18           | 2            | 3            | 13           | 11           | 34           | 36     | 10     | 12     | 14     | 29     | 40     | -11 |

### Statistiche dei giocatori[3]
| Giocatore      | Serie A  | Serie A | Serie A     | Serie A    | Coppa Italia | Coppa Italia | Coppa Italia | Coppa Italia | Totale   | Totale | Totale      | Totale     |
| Giocatore      | Presenze | Reti    | Ammonizioni | Espulsioni | Presenze     | Reti         | Ammonizioni  | Espulsioni   | Presenze | Reti   | Ammonizioni | Espulsioni |
| -------------- | -------- | ------- | ----------- | ---------- | ------------ | ------------ | ------------ | ------------ | -------- | ------ | ----------- | ---------- |
| G. Accardi     | 27       | 0       | ?           | ?          | 1            | 0            | ?            | ?            | 28       | 0      | ?           | ?          |
| T. Catanese    | -        | -       | -           | -          | 2            | 0            | ?            | ?            | 2        | 0      | 0+          | 0+         |
| G. Cherubini   | 21       | 0       | ?           | ?          | 2            | 0            | ?            | ?            | 23       | 0      | ?           | ?          |
| L. De Agostini | 28       | 1       | ?           | ?          | 1            | 0            | ?            | ?            | 29       | 1      | ?           | ?          |
| J. Ekström     | 9        | 1       | ?           | ?          | 1            | 0            | ?            | ?            | 10       | 1      | ?           | ?          |
| M. Esposito    | 30       | 5       | ?           | ?          | 2            | 0            | ?            | ?            | 32       | 5      | ?           | ?          |
| P. Futre       | 1        | 1       | ?           | ?          | -            | -            | -            | -            | 1        | 1      | 0+          | 0+         |
| C. Lantignotti | 26       | 1       | ?           | ?          | 2            | 0            | ?            | ?            | 28       | 1      | ?           | ?          |
| D. Mateut      | 19       | 3       | ?           | ?          | -            | -            | -            | -            | 19       | 3      | 0+          | 0+         |
| D. Morello     | 30       | 2       | ?           | ?          | 1            | 0            | ?            | ?            | 31       | 2      | ?           | ?          |
| M. Pacione     | 1        | 0       | ?           | ?          | 1            | 0            | ?            | ?            | 2        | 0      | ?           | ?          |
| M. Padovano    | 29       | 10      | ?           | ?          | 2            | 0            | ?            | ?            | 31       | 10     | ?           | ?          |
| G. Parlato     | 20       | 0       | ?           | ?          | 2            | 0            | ?            | ?            | 22       | 0      | ?           | ?          |
| M. Picasso     | 24       | 0       | ?           | ?          | 1            | 0            | ?            | ?            | 25       | 0      | ?           | ?          |
| M. Pietranera  | 7        | 0       | ?           | ?          | -            | -            | -            | -            | 7        | 0      | 0+          | 0+         |
| P. Sacchetti   | 1        | 0       | ?           | ?          | 1            | 0            | ?            | ?            | 2        | 0      | ?           | ?          |
| A. Sardini     | 3        | -6      | ?           | ?          | -            | -            | -            | -            | 3        | -6     | 0+          | 0+         |
| L. Sartor      | 5        | 0       | ?           | ?          | 1            | 0            | ?            | ?            | 6        | 0      | ?           | ?          |
| G. Scienza     | 32       | 2       | ?           | ?          | 1            | 0            | ?            | ?            | 33       | 2      | ?           | ?          |
| E. Sgarbossa   | 34       | 1       | ?           | ?          | 1            | 0            | ?            | ?            | 35       | 1      | ?           | ?          |
| C. Taffarel    | 31       | -31     | ?           | ?          | 2            | -3           | ?            | ?            | 33       | -34    | ?           | ?          |
| S. Torrisi     | 21       | 0       | ?           | ?          | 1            | 0            | ?            | ?            | 22       | 0      | ?           | ?          |
| M. Zanutta     | 31       | 0       | ?           | ?          | 1            | 0            | ?            | ?            | 32       | 0      | ?           | ?          |